# Щербак Василь Артемович
Васи́ль Арте́мович Щерба́к (нар. 14 квітня 1928, Матяшівка  — пом. 4 червня 2022, Київ) — український мистецтвознавець, кандидат мистецтвознавства з 1970 року, доцент з 1984 року. Член Національної спілки художників України з 1974 року; заслужений діяч мистецтв України з 2004 року.

## Біографія
Народився 14 квітня 1928 року в селі Матяшівці Обухівського району Київської області УРСР. З відзнакою закінчив Київське училище прикладного мистецтва, де у 1945–1950 роках навчався у Сергія Колоса, Сергія Нечипоренка, Тетяни Флору й інших викладачів. 1955 року закінчив філологічний факультет Київського університету, де навчався у Євгена Кирилюка, Арсена Іщука, Павла Плюща, Ніни Тоцької, Агапія Шамрая.
У 1956–1958 роках працював редактором видавництва «Держлітвидав України»; у 1958–1961 роках — старшим редактором журналу «Народна творчість та етнографія»; у 1961–1974 роках — науковим співробітником Інституту мистецтвознавства, фольклору та етнографії імені Максима Рильського АН УРСР; у 1974–1983 роках — інструктором Відділу культури Центрального комітету Компартії УРСР; у 1983–1993 роках — доцентом кафедри теорії та історії мистецтва, а з 1994 року — старшим науковим співробітником проблемної науково-дослідної лабораторії Київського державного художнього інституту; старший науковий співробітник Української академії мистецтв.
Жив у Києві, в будинку на вулиці Предславинській, № 38, кваритра № 105. Помер у Києві 4 червня 2022 року.

## Праці
Досліджував теорію та історію декоративно-ужиткового мистецтва, особливо активно друкувався впродовж 1970-х років. Науковий редактор і автор передмов до ряду мистецтвознавчих видань. Автор близько 200 наукових і науково-популярних праць, переважно з декоративного, народного мистецтва, керамологічних і мистецтвознавчих публікацій у періодичних виданнях і збірниках, зокрема: 
- «Сучасна українська майоліка» (1974);
- «Українське декоративно-ужиткове мистецтво XX століття. Періодизація та концептуальні засади розвитку» (1997);
- «Немеркнуча мистецька зірка» (До 100-річчя від дня народження Катерини Білокур) (2000);
- «Незабутні. Будівничі української художньої культури»: [збірка науково-популярних нарисів] / [Національна академія мистецтв України, Інститут проблем сучасного мистецтва]. — Київ: Фенікс, 2016. — 230с. : іл., фот. — ISBN 978-966-136-352-5;

альбоми
- «Сучасне українське художнє скло» (1980);
- «Єлизавета Миронова» (1987).

співавтор
- «Історії українського мистецтва» (том 6, Київ. 1968);
- збірки «Українське мистецтвознавство» (випуски 2, 3. Київ. 1968, 1969);
- «Матеріалів до словника мистецтвознавців УРСР» (Київ. 1969);
- «Ленін і Україна» (книга 4, Київ, 1970);
- «Шевченківського словника» (том 2, 1977);
- «Истории искусства народов СССР» (том 8, 1977; том 9, частина 1, 1982);
- «Искусство стран и народов мира» (1978).

упорядник каталогів
- «Пластика малих форм. Фарфор» (1976);
- «Декоративний живопис: Марфа Тимченко, Іван Скицюк, Олена Скицюк» (1992);

Упорядник комплекту листівок «Майоліка Опішні» (1975).